# هانه گوشی گائشی
هانه گوشی گائشی (به ژاپنی: 跳腰返)-(به انگلیسی: Hane goshi gaeshi) یکی از فنون و تکنیک‌های دستهٔ ناگه-وازا رشتهٔ ورزشی جودو است که در زیردستهٔ آشی-وازا دسته‌بندی می‌شود.